# خوليو غارسيا
خوليو غارسيا (بالإسبانية: Julio García Fernández) (2 مايو 1965 إشبيلية إسبانيا - ) هو لاعب كرة قدم إسباني يلعب كمدافع.